# Sinocyclocheilus tianeensis
Sinocyclocheilus tianeensis és una espècie de peix cipriniforme de la família dels ciprínids que es troba a la Xina.